# Damofón

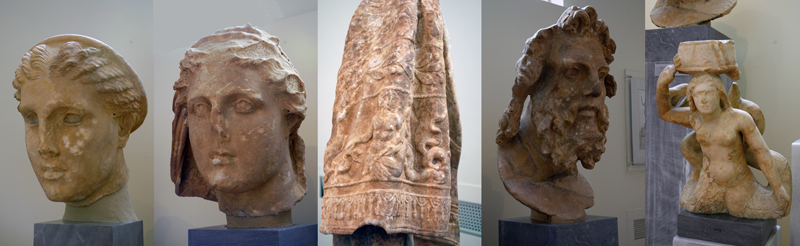
Několik fragmentů Damofónových soch v muzeu v Aténách

Damofón byl řecký sochař. Ve 2. století př. n. l. rekonstruoval Diovu sochu poškozenou zemětřesením, kterou vytvořil v 5. století př. n. l. Feidiás. Kromě toho byl významným sochařem i sám o sobě, vytvořil mnoho soch osob tehdejších peloponéských měst. Části některých jeho děl nalezené v Lykosuře v Arkádii jsou jednak přímo v muzeu na místě nálezu, jednak v Národním archeologickém muzeu v Athénách.